# 第一次国際連合アンゴラ検証団
第一次国際連合アンゴラ検証団（だいいちじこくさいれんごうアンゴラけんしょうだん UNITED NATIONS ANGOLA VERIFICATION MISSION I,UNAVEM I）はアンゴラに展開した国際連合平和維持活動。アンゴラからのキューバ軍撤退を検証するものであり、1988年12月20日の国際連合安全保障理事会決議626に基づき設立された。

## 概要
アンゴラ内戦は1975年から継続して続けられており、これは冷戦下における米ソの代理戦争でもあった。1980年代では首都を押さえているアンゴラ解放人民運動(MPLA)と南部に拠点を置くたアンゴラ全面独立民族同盟(UNITA)の闘争となっていた。MPLAはソビエト連邦やキューバなどが支援しており、UNITAはナミビアを経由しアメリカ合衆国や南アフリカなどが支援を行なっていた。
冷戦の緩和に伴い、東側はアンゴラへの関与を弱めることとなり、緊張緩和のため、アンゴラ駐留キューバ軍が撤退することとなった。この撤退を検証するために1988年12月20日に安全保障理事会決議626が採択され（第一次）国際連合アンゴラ検証団(UNAVEM I)が設立された。
UNAVEM Iは軍事要員70名および支援の文民スタッフからなり、1989年1月より実働開始した。アンゴラの首都ルアンダを中心に展開している。キューバ軍は同1月より撤退を開始し1991年5月に撤退作業を完了した。UNAVEM Iはこれを検証し、1991年6月に報告を実施している。
UNAVEM Iは引き続き、アンゴラの和平を推進するために、1991年5月30日の国際連合安全保障理事会決議696で設立されることとなった第二次国際連合アンゴラ検証団(UNAVEM II)に引き継がれた。